# Emil Holm
Emil Alfons Holm (Göteborg, 13 maggio 2000) è un calciatore svedese, difensore del Bologna e della nazionale svedese.

## Caratteristiche tecniche
Di ruolo terzino destro, dispone di buona struttura fisica ed è forte in fase offensiva. Dispone di buona corsa ed è abile negli inserimenti in zona gol.

## Carriera

### Club

#### Gli inizi: Göteborg e SønderjyskE
Ha iniziato a giocare a calcio nell'Annebergs IF, piccola squadra con sede a Kungsbacka, a qualche chilometro dalla città di Göteborg.
Nell'estate del 2012 è entrato a far parte delle giovanili dell'IFK Göteborg. Prima dell'inizio della stagione 2019 è stato promosso in prima squadra con un contratto triennale. Ha esordito in Allsvenskan il 29 giugno 2019, quando è subentrato durante il pareggio esterno per 0-0 contro l'Östersund. Nell'arco di quel campionato ha collezionato 11 presenze, di cui 2 da titolare.
Il primo gol della sua carriera professionistica, segnato l'8 novembre 2020, ha permesso all'IFK Göteborg di vincere 0-1 in un'importantissima trasferta sul campo dell'Helsingborg, squadra diretta concorrente nella lotta per non retrocedere in Superettan. Con questo risultato, a tre giornate dalla fine, i biancoblu si sono portati in vantaggio di tre punti rispetto al terzultimo posto e quindi rispetto agli spareggi salvezza, finendo poi per ottenere la salvezza diretta.
Nel gennaio del 2021 Holm è stato ceduto ai danesi del SønderjyskE, con cui ha firmato un contratto valido fino all'estate del 2025.
Il 27 agosto 2021 viene acquistato a titolo definitivo dallo Spezia, in Serie A, che contestualmente lo lascia in prestito per un'altra stagione ai danesi.

#### Spezia
Rientrato ai liguri nell'estate 2022, esordisce il 6 agosto, giocando gli ultimi 7 minuti della partita di Coppa Italia contro il Como, vinta per 5-1. Il 14 agosto successivo esordisce anche in Serie A, subentrando al 75' nella vittoriosa partita con l'Empoli. Il 16 ottobre successivo arriva la prima rete, nel pareggio per 2-2 contro la Cremonese.

#### Prestito all'Atalanta
Il 31 agosto 2023 viene ceduto in prestito oneroso (2,5 milioni di euro) all'Atalanta, in Serie A, con diritto di riscatto fissato a 8 milioni di euro. Esordisce con gli orobici due giorni dopo, subentrando nella ripresa a Davide Zappacosta nella partita vinta per 3-0 contro il Monza. Il 15 gennaio 2024 mette a segno la sua prima rete con la maglia dell'Atalanta, siglando il gol del definitivo 5-0 in casa contro il Frosinone. Nel maggio seguente contribuisce alla vittoria dell'Europa League da parte degli orobici, arrivata in seguito al successo in finale sul Bayer Leverkusen. Al termine della stagione non viene riscattato dai bergamaschi.

#### Bologna
Il 28 giugno 2024 viene acquistato a titolo definitivo dal Bologna, in Serie A, per circa 7 milioni di euro. Esordisce con i rossoblu il 28 settembre, entrando nel finale della partita casalinga proprio contro la sua ex Atalanta, pareggiata per 1-1. Il 27 novembre esordisce in UEFA Champions League subentrando a Stefan Posch nel finale della partita interna contro il LOSC Lille, persa per 1-2. Il 15 gennaio 2025 segna la sua prima rete con i felsinei, fissando il definitivo 2-2 in casa dell'Inter.

### Nazionale
L'8 novembre 2022 viene convocato per la prima volta in nazionale maggiore, con cui esordisce 8 giorni dopo nel successo per 1-2 in amichevole contro il Messico. Il 12 settembre 2023 segna la prima rete in nazionale, accorciando le distanze nella sconfitta interna contro l'Austria, nella gara valevole per le qualificazioni al campionato europeo 2024.

## Statistiche

### Presenze e reti nei club
Statistiche aggiornate al 25 maggio 2025.
| Stagione            | Squadra             | Campionato          | Campionato | Campionato | Coppe nazionali | Coppe nazionali | Coppe nazionali | Coppe continentali | Coppe continentali | Coppe continentali | Altre coppe | Altre coppe | Altre coppe | Totale | Totale |
| Stagione            | Squadra             | Comp                | Pres       | Reti       | Comp            | Pres            | Reti            | Comp               | Pres               | Reti               | Comp        | Pres        | Reti        | Pres   | Reti   |
| ------------------- | ------------------- | ------------------- | ---------- | ---------- | --------------- | --------------- | --------------- | ------------------ | ------------------ | ------------------ | ----------- | ----------- | ----------- | ------ | ------ |
| 2019                | IFK Göteborg        | A                   | 11         | 0          | CS              | 0               | 0               | -                  | -                  | -                  | -           | -           | -           | 11     | 0      |
| 2020                | IFK Göteborg        | A                   | 26         | 2          | CS              | 4               | 0               | UEL                | 1                  | 0                  | -           | -           | -           | 31     | 2      |
| Totale IFK Göteborg | Totale IFK Göteborg | Totale IFK Göteborg | 37         | 2          |                 | 4               | 0               |                    | 1                  | 0                  |             | -           | -           | 42     | 2      |
| gen.-mag. 2021      | SønderjyskE         | SL                  | 4+10       | 0+3        | CD              | 4               | 2               | -                  | -                  | -                  | -           | -           | -           | 18     | 5      |
| 2021-2022           | SønderjyskE         | SL                  | 21+4       | 3+0        | CD              | 1               | 0               | -                  | -                  | -                  | -           | -           | -           | 26     | 3      |
| Totale SønderjyskE  | Totale SønderjyskE  | Totale SønderjyskE  | 39         | 6          |                 | 5               | 2               |                    | -                  | -                  |             | -           | -           | 44     | 8      |
| 2022-2023           | Spezia              | A                   | 20         | 1          | CI              | 3               | 0               | -                  | -                  | -                  | -           | -           | -           | 23     | 1      |
| 2023-2024           | Atalanta            | A                   | 21         | 1          | CI              | 3               | 0               | UEL                | 7                  | 0                  | -           | -           | -           | 30     | 1      |
| 2024-2025           | Bologna             | A                   | 21         | 1          | CI              | 4               | 0               | UCL                | 4                  | 0                  | -           | -           | -           | 29     | 1      |
| 2025-2026           | Bologna             | A                   | -          | -          | CI              | -               | -               | UEL                | -                  | -                  | SI          | -           | -           | -      | -      |
| Totale Bologna      | Totale Bologna      | Totale Bologna      | 21         | 1          |                 | 4               | 0               |                    | 4                  | 0                  |             | -           | -           | 29     | 1      |
| Totale carriera     | Totale carriera     | Totale carriera     | 138        | 11         |                 | 19              | 2               |                    | 12                 | 0                  |             | -           | -           | 169    | 13     |

### Cronologia presenze e reti in nazionale
| Cronologia completa delle presenze e delle reti in nazionale ― Svezia | Cronologia completa delle presenze e delle reti in nazionale ― Svezia | Cronologia completa delle presenze e delle reti in nazionale ― Svezia | Cronologia completa delle presenze e delle reti in nazionale ― Svezia | Cronologia completa delle presenze e delle reti in nazionale ― Svezia | Cronologia completa delle presenze e delle reti in nazionale ― Svezia | Cronologia completa delle presenze e delle reti in nazionale ― Svezia | Cronologia completa delle presenze e delle reti in nazionale ― Svezia |
| Data                                                                  | Città                                                                 | In casa                                                               | Risultato                                                             | Ospiti                                                                | Competizione                                                          | Reti                                                                  | Note                                                                  |
| --------------------------------------------------------------------- | --------------------------------------------------------------------- | --------------------------------------------------------------------- | --------------------------------------------------------------------- | --------------------------------------------------------------------- | --------------------------------------------------------------------- | --------------------------------------------------------------------- | --------------------------------------------------------------------- |
| 16-11-2022                                                            | Girona                                                                | Messico                                                               | 1 – 2                                                                 | Svezia                                                                | Amichevole                                                            | -                                                                     |                                                                       |
| 19-11-2022                                                            | Malmö                                                                 | Svezia                                                                | 2 – 0                                                                 | Algeria                                                               | Amichevole                                                            | -                                                                     |                                                                       |
| 9-9-2023                                                              | Tallinn                                                               | Estonia                                                               | 0 – 5                                                                 | Svezia                                                                | Qual. Euro 2024                                                       | -                                                                     | 79’                                                                   |
| 12-9-2023                                                             | Solna                                                                 | Svezia                                                                | 1 – 3                                                                 | Austria                                                               | Qual. Euro 2024                                                       | 1                                                                     | 75’                                                                   |
| 12-10-2023                                                            | Solna                                                                 | Svezia                                                                | 3 – 1                                                                 | Moldavia                                                              | Amichevole                                                            | -                                                                     | 75’                                                                   |
| 21-3-2024                                                             | Guimarães                                                             | Portogallo                                                            | 5 – 2                                                                 | Svezia                                                                | Amichevole                                                            | -                                                                     | 60’                                                                   |
| 5-6-2024                                                              | Copenaghen                                                            | Danimarca                                                             | 2 – 1                                                                 | Svezia                                                                | Amichevole                                                            | -                                                                     | 86’                                                                   |
| 8-6-2024                                                              | Solna                                                                 | Svezia                                                                | 0 – 3                                                                 | Serbia                                                                | Amichevole                                                            | -                                                                     | 62’                                                                   |
| 16-11-2024                                                            | Solna                                                                 | Svezia                                                                | 2 – 1                                                                 | Slovacchia                                                            | UEFA Nations League 2024-2025 - 1º turno                              | -                                                                     | 75’ 88’                                                               |
| 19-11-2024                                                            | Solna                                                                 | Svezia                                                                | 6 – 0                                                                 | Azerbaigian                                                           | UEFA Nations League 2024-2025 - 1º turno                              | -                                                                     | 51’                                                                   |
| 22-3-2025                                                             | Lussemburgo                                                           | Lussemburgo                                                           | 1 – 0                                                                 | Svezia                                                                | Amichevole                                                            | -                                                                     | 46’                                                                   |
| 25-3-2025                                                             | Solna                                                                 | Svezia                                                                | 5 – 1                                                                 | Irlanda del Nord                                                      | Amichevole                                                            | 1                                                                     | 71’                                                                   |
| 6-6-2025                                                              | Budapest                                                              | Ungheria                                                              | 0 – 2                                                                 | Svezia                                                                | Amichevole                                                            | -                                                                     | 62’                                                                   |
| 10-6-2025                                                             | Solna                                                                 | Svezia                                                                | 4 – 3                                                                 | Algeria                                                               | Amichevole                                                            | -                                                                     | 53’                                                                   |
| Totale                                                                |                                                                       | Presenze                                                              | 14                                                                    |                                                                       | Reti                                                                  | 2                                                                     |                                                                       |

## Palmarès

### Club

#### Competizioni nazionali
- Coppa di Svezia: 1

IFK Göteborg: 2019-2020
- Coppa Italia: 1

Bologna: 2024-2025

#### Competizioni internazionali
- UEFA Europa League: 1

Atalanta: 2023-2024